# بمان (ترانه شکسپیرز سیستر)
«بمان» (به انگلیسی: Stay) ترانه‌ای از گروه موسیقی پاپ شکسپیرز سیستر و یکی از قطعه‌های آلبوم هورمونی شما است که در سال ۱۹۹۲ منتشر شد.
«بمان» در فوریهٔ سال ۱۹۹۲ صدرنشین جدول تک‌آهنگ‌های بریتانیا شد و برای ۸ هفتهٔ متوالی آن جایگاه را حفظ کرد.

## ساخت و محتوا
بر خلاف دیگر قطعه‌های آلبوم هورمونی شما که شِوان فاهی خوانندهٔ اصلی است، در «بمان» بیشتر بخش‌های آوازی را مارسلا دیترویت اجرا می‌کند. دیو استیوارت (که در آن آلبوم با فاهی و دیترویت همکاری می‌کرد) آهنگ را به این نیت نوشت که بتواند قابلیت‌های آوازی دیترویت را نشان بدهد. آن‌ها ابتدا قصد داشتند با الهام از یک فیلم سه‌بعدی درجهٔ ۲ محصول سال ۱۹۵۳ میلادی به‌نام زن گربه‌ای از ماه یک آلبوم ویدئویی مفهومی بسازند. در نهایت آن ایده عملی نشد اما محتوای بعضی ترانه‌ها متأثر از همان کانسپت باقی ماند. قطعهٔ «بمان» برای سکانسی نوشته شده بود که در آن دیترویت با یک زمینی که عاشقش شده بود وداع می‌کرد و به او می‌گفت باید به کُرهٔ زمین برگردد.
فاهی و دیترویت با تکیه بر تفاوت صدایشان در آوازخوانی، یک ترکیب دیو و دلبرگونه در آثارشان ارائه می‌کردند و «بمان» از این نظر یکی از نمونه‌های شاخص است. از نظر مفهوم ترانه می‌گوید بعضی جهان‌ها کسانی را که به آن‌جا سفر می‌کنند تغییر می‌دهند و بازگشت دیگر برای آن‌ها یک گزینه نیست. خواه آن جهان دیگر یک رابطه باشد خواه یک سبک زندگی، یک خرده‌فرهنگ، یک مفهوم لغوی یا چیزی خارق‌العاده‌تر از این‌ها، این مسئله صدق می‌کند.

## ویدئو
مرد جوانی روی تخت بیمارستان در کُما و رو به مرگ است. مارسلا دیترویت در حالی که کنار تخت ایستاده و ترانه را می‌خواند، مدام از معشوقش می‌خواهد بماند و نرود. در این بین فرشتهٔ جان‌ستان (شوان فاهی) در اتاق ظاهر می‌شود و با گفتن جمله‌هایی مثل «بهتر است امیدوار باشی و دعا کنی تا روزی در جهان خودت از خواب بلند شوی» به دیترویت، می‌خواهد مرد را با خود ببرد. آن‌دو بر سر تصاحب جوان رو به موت با هم درگیر می‌شوند. در پایان، مَرد زنده شده و دیترویت را در آغوش می‌کشد و فاهی که ناکام مانده اتاق را ترک می‌کند.
این ویدئو به دلیل آنچه «توهین به مقدسات از طریق نمایش زنده کردن مُردگان» عنوان شد، در آلمان پخش نشد. به‌عقیدهٔ فاهی آلمانی‌ها در مورد ویدئو دچار کج‌فهمی شده بودند و تصور کرده‌بودند آن‌ها در ویدئو جادوگری می‌کنند. او بر این باور است که ترانهٔ «بمان» به افراد داغدار کمک می‌کند با مرگ عزیزانشان راحت‌تر کنار بیایند.
ویدئوی «بمان» در بریت اواردز سال ۱۹۹۳ جایزهٔ «بهترین ویدئوی بریتانیایی» را دیریافت کرد.

## موقعیت در جدول‌های فروش

### عملکرد در جدول‌های فروش هفتگی
| چارت (۱۹۹۲)                             | بالاترین جایگاه |
| --------------------------------------- | --------------- |
| جدول‌های ای‌آرآی‌ای استرالیا               | ۳               |
| او۳ تاپ ۴۰ اتریش                        | ۴               |
| اولتراتاپ بلژیک (فلاندرز)               | ۹               |
| مجلهٔ آرپی‌ام کانادا                      | ۴               |
| جدول بزرگسالان معاصر مجلهٔ آرپی‌ام کانادا | ۳۱              |
| یوروچارت هات ۱۰۰                        | ۴               |
| سندیکای ملی انتشارات صوتی‌تصویری فرانسه  | ۴۰              |
| جی‌اف‌کی انترتینمنت چارتس آلمان           | ۳               |
| جدول تک‌آهنگ‌های ایرلند                   | ۱               |
| ۴۰ آهنگ برتر هلند                       | ۲۶              |
| ۱۰۰ تک‌آهنگ برتر هلند                    | ۲۸              |
| انجمن صنعت ضبط نیوزیلند                 | ۵               |
| وی‌جی-لیستای نروژ                        | ۶               |
| فهرست برترین‌های سوئد                    | ۱               |
| جدول موسیقی سوئیس                       | ۲               |
| آفیشال چارتس بریتانیا                   | ۱               |
| بیلبورد هات ۱۰۰                         | ۴               |
| جدول ترانه‌های آلترناتیو مجلهٔ بیلبورد    | ۲۵              |
| جدول معاصر بزرگسالان مجلهٔ بیلبورد       | ۳۹              |
| مین‌استریم تاپ ۴۰ مجلهٔ بیلبورد           | ۱۸              |
| جدول ریتمیک مجلهٔ بیلبورد                | ۲۸              |

### عملکرد در جدول‌های فروش پایان سال
| چارت (۱۹۹۲)                  | بالاترین جایگاه |
| ---------------------------- | --------------- |
| جدول‌های ای‌آرآی‌ای استرالیا    | ۲۱              |
| او۳ تاپ ۴۰ اتریش             | ۱۶              |
| مجلهٔ آرپی‌ام کانادا           | ۴۹              |
| یوروچارت هات ۱۰۰             | ۱۵              |
| جی‌اف‌کی انترتینمنت چارتس      | ۱۹              |
| جدول انجمن صنعت ضبط نیوزیلند | ۴۲              |
| جدول موسیقی سوئیس            | ۱۳              |
| آفیشال چارتس بریتانیا        | ۴               |
| بیلبورد هات ۱۰۰              | ۴۵              |